# Paul Berg
Paul Berg (anglès: Paul Naim Berg)  (Brooklyn, 30 de juny de 1926 - Stanford, 15 de febrer de 2023) fou un bioquímic i professor universitari nord-americà guardonat amb el Premi Nobel de Química l'any 1980.

## Biografia
Va néixer el 30 de juny de 1926 al barri de Brooklyn, de la ciutat de Nova York. Va estudiar bioquímica a la Universitat de Pennsilvània, on es llicencià el 1948, i posteriorment realitzà l'any 1952 el seu doctorat a la Universitat Case Western Reserve de Cleveland. A partir del 1959 fou professor de bioquímica a la Universitat Stanford.

## Recerca científica
La seva recerca es va centrar en els àcids nucleics, investigant sobre traçadors radioisotòpics en el metabolisme intermedi d'aquests àcids, realitzant estudis sobre l'àcid fòrmic, formaldehid i metanol aconseguint reduir els grups a metionina. El resultat de la seva recerca fou la comprensió sobre com els aliments són convertits en material cel·lular, a través de l'ús de carbonis isotòpics o àtoms nitrogenats pesats. Així mateix, va demostrar que els cofactors de l'àcid fòlic i la vitamina B₁₂ tenien influència en els processos esmentats.
Berg continuà la recerca en el camp de la bioquímica metabòlica, concretament en la recominació de l'ADN. Així mateix, va realitzar investigacions sobre el virus VIH, observant com la variant VIH-1 indueix a una immunodeficiència que infecta les cèl·lules T.
El 1980 va compartir la meitat del Premi Nobel de Química pels seus treballs sobre la bioquímica dels àcids nucleics, i en especial per l'estudi de l'ADN híbrid. L'altra meitat del premi recaigué en Walter Gilbert i Frederick Sanger pels seus treballs en la determinació de seqüències bàsiques en els àcids.
El 15 de febrer del 2023, a 96 anys, va morir a casa seva, al campus de la Universitat Stanford.